# Corryocactus ayopayanus
Corryocactus ayopayanus es una especie de planta suculenta perteneciente al género Corryocactus, dentro de la familia Cactaceae. Es endémica del centro de Bolivia.

## Descripción
Corryocactus ayopayanus es una especie de cactus arbustivo que se ramifica fuertemente desde la base, alcanzando alturas de 1 a 1,5 m. Los tallos son cilíndricos, de color verde opaco y tienen un diámetro de 3 a 3,5 cm.
Presentan de 4 a 5 costillas de hasta 1 cm de altura, sobre las que se asientan las areolas. Éstas contienen de 10 a 13 espinas dirigidas en todas direcciones y que no pueden distinguirse en espinas centrales y periféricas. Las más cortos miden hasta 0,5 cm de largo, las medianas de 1,5 a 2 cm de largo y las más largas de 3 a 5 cm de largo. 
Las flores tienen forma de embudo, son de color rosa salmón a rojizo y aparecen en el ápice de los tallos. Miden hasta 6 cm de largo y alcanzan un diámetro de hasta 7 cm. Los frutos son esféricos y de color verde amarillento. Son espinosos y alcanzan un diámetro de unos 3 cm.

## Distribución y hábitat
El área de distribución nativa de esta especie es el centro de Bolivia (concretamente en la provincia boliviana de Ayopaya) y crece principalmente en biomas desérticos o de matorral seco, a altitudes de unos 2700 metros.

## Taxonomía
Copiapoa ayopayanus fue descrita por el botánico boliviano Martín Cárdenas Hermosa y publicada por primera vez en la Revista de Agricultura (Cochabamba) 7: 21 en el año 1952.
Etimología
- Corryocactus: nombre genérico otorgado en honor a Thomas Avery Corry (1862-1942), quien como ingeniero de la compañía ferroviaria peruana Ferrocarril del Sur, ayudó a descubrir las plantas. De hecho, las primeras tres especies conocidas del género crecían cerca de la recién construida vía férrea. Además, la terminación cactus es un término latino que alude a las plantas del género Cactaceae.
- ayopayanus: epíteto geográfico que hace referencia a la provincia boliviana de Ayopaya, lugar donde se encuentra la especie.[3]

## Usos
Se cultiva principalmente como planta ornamental y su propagación se realiza a través de esquejes o semillas.